# شعيب حليفي
شعيب حليفي، كاتب وروائي وناقد أدبي وأكاديمي مغربي ولد في مدينة سطات عام 1964. درس بكلية الآداب في الدار البيضاء وحصل على الإجازة في الآداب سنة 1987.

## السيرة الذاتية
ولد الكاتب والروائي والناقد الأدبي والأكاديمي المغربي شعيب حليفي في مدينة سطات عام 1964. تابع تعليمه الابتدائي بسطات بمدرسة ابن تاشفين (القشلة) بعد سنة في حفظ القران الكريم على يد الفقيه سيد احمد، ثم انتقل إلى ثانوية ابن عباد، حيث تابع دراسته الإعدادية والثانوية وحصل على الباكالوريس ليلتحق للدراسة الجامعية بكلية الآداب- الدار البيضاء ويحصل على الإجازة في الآداب سنة 1987. انتقل إلى كلية الآداب بالرباط لمتابعة دراسته العليا، حصل على دبلوم الدراسات المعمقة سنة 1988 ودبلوم الدراسات العليا سنة 1990 في موضوع شعرية الرواية الفا نتاستيكية بإشراف الدكتور محمد برادة ولجنة علمية متكونة من الأستاذين أحمد اليبوري رئيسا ومحمد الدغمومي عضوا. في سنة 1999، ناقش رسالة دكتوراه الدولة في موضوع (الرحلة في الأدب العربي: التجنس، آليات الكتابة، خطاب المتخيل) بإشراف د.عبد الله علوي المدغري و د. إدريس بلمليح ولجنة علمية متشكلة من الأساتذة: أحمد اليبوري رئيسا وعضوية سعيد يقطين وعبد الرحيم مودن.

## أعمال الكاتب[4]

### النقد
- شعرية الرواية الفانتاستيكية. القاهرة، المجلس الأعلى للثقافة. مصر. ط 1 – 1997 (296 صفحة). ط.2 دار الحرف.القنيطرة. المغرب. 2008
- الرحلة في الأدب العربي: التجنس، آليات الكتابة، خطاب المتخيل. ط.1.مصر.الهيئة العامة لقصور الكتاب. كتابات نقدية عدد 121.ط.1. أبريل 2002. (528 صفحة) الطبعة.2 .الدار البيضاء 2003. الطبعة الثالثة. القاهرة.دار رؤية 2006. (576 صفحة)
- هوية العلامات: في العتبات وبناء التأويل. القاهرة.المجلس الاعلى للثقافة. مصر.ط-1 .2004. ’...صفحة) ط-2 .الدار البيضاء. دار الثقافة. المغرب. 2005 .(224 صفحة).

### الرواية
- مساء الشوق. (رواية).منشورات الرهان الآخر.المغرب. ط- 1 .1992.
- زمن الشاوية. (رواية).الدار البيضاء.منشورات افريقيا الشرق.ط.1 1994.ط- 2 .القاهرة.1999.
- رائحة الجنة. (رواية)، الدار البيضاء.منشورات الرابطة.المغرب.ط – 1 .1996.
- مجازفات البيزنطي.(رواية)، الدار البيضاء.منشورات القلم المغربي. ط- 1 .2006.[1]
- لا تنس ما تقول، 2019.[5]

### كتابات اجتماعية
- الاستمرارية: وقائع كفاحات الكونفدرالية الديمقراطية للشغل.1978-1997.الدارالبيضاء.دارالنشر المغربية.ط.1.1997 (138 صفحة)
- صمود واستمرار.في جزأين.الدار البيضاء. منشورات ك.د.ش. ط.1 0200(718صفحة)
- محاكمة الحق في التعبير: الوقائع الكاملة لمحاكمة الأموي ابتدائيا واستئنافيا من طرف الحكومة المغربية 1992. الدار البيضاء.منشورات حقوق الناس.ط.2. 2001. (262 صفحة)
- عن قرب: حوارات مع نوبير الأموي.الدر البيضاء.منشورات ك.د.ش. ط.1. 2001. (216 صفحة)
- ماي الكونفدرالي1999.الدار البيضاء.دار النشر المغربية.ط.1. 1999. (72 صفحة)
- ماي الكونفدرالي 2000.الدار البيضاء.دار النشر المغربية. ط.1 .2000 .(72 صفحة)
- النقابي: الكتاب السنوي للك.د.ش. 2004 .الدار البيضاء. منشورات ك.د.ش. ط.1. 2005.(104صفحة)[1]

## المناصب
- رئيس التحرير والمدير المسؤول عن جريدة الرهان الآخر.جريدة وطنية تصدر من الدار البيضاء (2001 – 2003).
- رئيس مختبر السرديات (كلية الآداب والعلوم الإنسانية بنمسيك) منذ 1993.
- رئيس ماستر الدراسات العليا والدكتوراه: الدراسات الأدبية والثقافية بالمغرب.
- رئيس مؤسسة تامسنا للدراسات والأبحاث حول الشاوية.
- عضو اللجنة العلمية بآداب بنمسيك – الدار البيضاء.
- عضو الهيئة العلمية الاستشارية لمجلة الخطاب (دورية أكاديمية محكمة- جامعة تيزي وزو.الجزائر.
- شارك في عدد من الندوات بالمغرب والعالم العربي وأوروبا وأمريكا في مجال الآداب والعلوم الإنسانية.

- ساهم بالكتابة في عدد من الجرائد والمجلات المغربية والعربية وفي عدد من الكتب الجماعية.

- أشرف على إعداد مجموعة كتب في مجالات الأدب، التاريخ، القانون، والدراسات النقابية ضمن سلاسل:

- منشورات الرهان الآخر.
- حقوق الناس- دفاتر الشاوية.
- منشورات ألك.د.ش.
- مختبر السرديات.
- القلم المغربي.

## الجوائز
- جائزة المغرب للرواية عن سنة 2020.[6]